# Trasformazione hit-or-miss

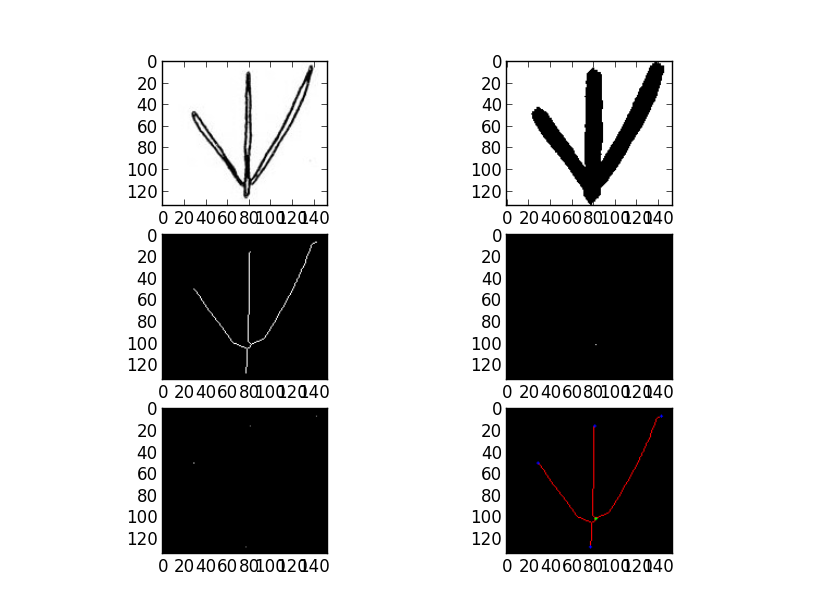
Binarizzazione scheletrizzazione con Trasformazione hit-or-miss e rilevamento punti di giunzione ed estremi dell'immagine

In morfologia matematica, una trasformazione hit-or-miss è un'operazione che rileva una data configurazione in una immagine binaria, usando l'operatore di erosione morfologico e un paio di elementi strutturanti disgiunti.
Il risultato di questa trasformazione è un insieme di posizioni, dove il primo elemento strutturante si adegua in primo piano dell'immagine in ingresso, e il secondo elemento strutturante manca completamente.